# Уленды
Уленды (каз. Өлеңді ауылы) — аул в Наурзумском районе Костанайской области Казахстана. Административный центр и единственный населённый пункт Улендинской аульной администрации. Код КАТО — 395849100.

## Население
В 1999 году население аула составляло 1587 человек (790 мужчин и 797 женщин). По данным переписи 2009 года, в ауле проживало 766 человек (381 мужчина и 385 женщин).